# Polka italienne
Pour les articles homonymes, voir Polka.
La Polka italienne est une œuvre originale du compositeur russe Sergueï Rachmaninov pour deux pianos, publiée en général avec ses deux Suites pour deux pianos. Elle est composée en 1906. 
La pièce commence dans la tonalité de mi bémol mineur puis change en mi bémol majeur. De nombreuses transcriptions et adaptations de cette brève et brillante marche populaire ont été réalisées. Son thème joyeux est facilement reconnaissable et donne l'impression d'être issu du folklore slave.

## Versions célèbres et adaptations
Vladimir Horowitz, Brigitte Engerer ou encore Arcadi Volodos ont donné de célèbres interprétations de cette œuvre, ce dernier produisant sa propre paraphrase d'une grande difficulté technique et non dépourvue d'humour. On trouve même sur Internet une interprétation de Sergueï Rachmaninov lui-même à quatre mains avec sa femme.
Arcadis Volodos a réalisé une paraphrase de la Polka italienne dans la tradition des paraphrases de Franz Liszt et Vladimir Horowitz.
Il existe une transcription dans un style plus populaire et lyrique (début qui rappelle les danses lentes de balalaïka) et du pianiste Russe Vyacheslav Gryaznov,.
De nombreuses versions pour accordéon, ensemble à cordes ou orchestre sont également en circulation.